# D 567 (Türkei)
Die Straße D 567 (Devlet yolu 567) ist eine 69 km lange Straße in der europäischen Türkei.

## Verlauf
Die Straße beginnt an der D 020 in Saray und führt in südöstlicher Richtung über Çerkezköy und die Autobahn Otoyol 3 (Europastraße 80) nach der Küstenstadt Silivri am Marmarameer, wo sie an der West-Ost-Achse der D 100 endet.